# ВСМПО-АВІСМА
ПАТ «Корпорація ВСМПО-АВІСМА» — російська металургійна компанія, яка продукує титан і вироби з нього. Найбільший у світі виробник титану.
Входить до складу держкорпорації «Ростех». Єдина у світі титанова компанія, що здійснює повний цикл виробництва — від переробки сировини до випуску кінцевої продукції. Крім продукції з титану і титанових сплавів «Корпорація ВСМПО-АВІСМА» виробляє також пресовані великогабаритні вироби з алюмінієвих сплавів, напівфабрикати з інших легованих сталей і жароміцних сплавів на нікелевій основі.
Щорічно компанія виробляє близько 30 000 тонн титанової продукції, більша частина якої йде на експорт. В її число входять: злитки, біллети, сляби, великі штамповані заготовки дисків і лопаток авіаційних двигунів, складноконтурне кування для авіації, шасійні і конструкційні штампування, розкатні кільця, профілі, безшовні і зварні труби та інше. Алюмінієвий дивізіон включає в себе виробництво злитків, пресованих профілів, панелей, труб, а також холодно-деформованих труб і труб для атомної промисловості. Крім того корпорація виробляє один із найпоширеніших феросплавів — феротитан.